# Campionati mondiali completi di pattinaggio di velocità 2018
I Campionati mondiali completi di pattinaggio di velocità 2018 sono stati la 111ª edizione della manifestazione. Si sono svolti allo Stadio Olimpico di Amsterdam, nei Paesi Bassi, dal 9 all'11 marzo 2018.

## Medagliere
| Pos.   | Nazione     | Oro | Argento | Bronzo | Totale |
| ------ | ----------- | --- | ------- | ------ | ------ |
| 1      | Paesi Bassi | 1   | 1       | 2      | 4      |
| 2      | Giappone    | 1   | 0       | 0      | 1      |
| 3      | Norvegia    | 0   | 1       | 0      | 1      |
| Totale | Totale      | 2   | 2       | 2      | 6      |

## Podi
| Eventi             | Oro           | Prestazione | Argento               | Prestazione | Bronzo                 | Prestazione |
| Maschile dettagli  | Patrick Roest | 154.547     | Sverre Lunde Pedersen | 154.941     | Marcel Bosker          | 155.953     |
| Femminile dettagli | Miho Takagi   | 166.905     | Ireen Wüst            | 167.758     | Annouk van der Weijden | 169.840     |